# رون ويلسون (صحفي)
رون ويلسون هو صحفي كندي، ولد في 14 يوليو 1958.